# Тджу, Хейли
Хе́йли Алекса́ндра Тджу (англ. Haley Alexandra Tju; 15 февраля 2001, Южная Калифорния, США) — американская актриса

.

## Биография и карьера
Хейли Александра Тджу родилась в Южной Калифорнии, США, в семье китайского и индонезийского происхождения. У Хейли есть старший брат, Брайан Тджу, и три сестры, включая старшую сестру-актрису Бриэнн Тджу.
Её первое появление на телевидении состоялось в рекламе Пицца Хат, а её первой работой в телевизионном шоу стала небольшая роль в «Ханне Монтане» в возрасте семи лет. Тджу появилась в различных телевизионных шоу, телевизионных, художественных и короткометражных фильмах. Тджу появилась в эпизоде «Всё тип-топ, или Жизнь на борту», где она сыграла Лондон в детстве. Позже появилась в эпизодах «Отчаянных домохозяек», «Джесси», «На старт!» и «Грозной семейки». Она также появилась в телевизионном фильме «Один брат на весь отряд». В 2013 году Тджу подписала контракт с Nickelodeon после участия в Los Angeles Groundlings Theater.
Её первой заметной работой стало озвучивание Скуипа в детском мультсериале «Монстры против пришельцев». Затем Тджу получила первую главную роль в фильме Nickelodeon по телевидению «Массовая смешанная старшая школа», сыграв одну из трёх юных детективов.
Тджу также сыграла главную роль Пеппер Сильверштейн, лучшую подругу-чирлидера главной героини Беллы Доусон, в телесериале Nickelodeon «Белла и Бульдоги».

## Избранная фильмография
| Год       |    | Русское название                | Оригинальное название  | Роль                  |
| --------- | -- | ------------------------------- | ---------------------- | --------------------- |
| 2008      | с  | Ханна Монтана                   | Hannah Montana         | девочка               |
| 2009      | с  | Отчаянные домохозяйки           | Desperate Housewives   | маленькая девочка №2  |
| 2010      | ф  | Горящие пальмы                  | Burning Palms          | Роуз                  |
| 2010      | тф | Один брат на весь отряд         | Den Brother            | Тина Дестини          |
| 2010      | с  | Всё тип-топ, или Жизнь на борту | The Suite Life on Deck | Лондон в детстве      |
| 2011      | с  | Событие                         | The Event              | Девочка               |
| 2011      | с  | Счастливо разведённые           | Happily Divorced       | Маленькая девочка     |
| 2011      | с  | Майк и Молли                    | Mike & Molly           | Мисси                 |
| 2012      | с  | Новая норма                     | The New Normal         | Маленькая девочка     |
| 2012—2013 | с  | На старт!                       | Go On                  | Эбби                  |
| 2013      | с  | Джесси                          | Jessie                 | Айлин Миллер          |
| 2014      | с  | Грозная семейка                 | The Thundermans        | Дарси Вонг            |
| 2015—2016 | с  | Белла и Бульдоги                | Bella and the Bulldogs | Пеппер Сильверштейн   |
| 2016      | мс | Закон Мёрфи                     | Milo Murphy's Law      | Дополнительные голоса |
| 2017      | с  | Кости                           | Bones                  | Мередит Хёрли         |
| 2017      | с  | Кей Си. Под прикрытием          | K.C. Undercover        | Зои                   |
| 2017—2018 | мс | Big Hero 6: The Series          | Big Hero 6: The Series | Карми                 |
| 2018      | мс | Мой шумный дом                  | The Loud House         | Стелла                |